# 那賀町ケーブルテレビ
那賀町ケーブルテレビ（なかちょうケーブルテレビ）は、徳島県那賀郡那賀町にある町営のケーブルテレビ局である。2011年4月1日から那賀町上流ケーブルテレビと統合し、那賀町全域がサービスエリアとなった。
略称は「WHK」。略称の由来は前身が鷲敷町ケーブルテレビ（わじきちょうケーブルテレビ）であったためである。

## 所在地
全て徳島県那賀郡那賀町。
- 拠点 - 和食郷（地域交流センター内）
  - 町役場に隣接して「地域交流センター」が建設され、そこが拠点となった[2]。
- 小浜中継所 - 小浜130-1

## 沿革
- 1999年（平成11年） - 旧鷲敷町において「平成11年度新世代地域ケーブルテレビ施設整備事業」「農林水産省」などの補助をうける[3]。
- 2000年（平成12年） - 旧鷲敷町において「鷲敷町ケーブルテレビ施設の設置及び管理運営に関する条例」制定[4]。施設整備工事実施[3]。
- 2001年（平成13年）4月 - 「鷲敷町ケーブルテレビ」サービス開始[3]。
- 2004年（平成16年）
  - 4月1日 - 旧上那賀町、木沢村、木頭村をサービスエリアとする「那賀川上流ケーブルテレビ」開局[5]。
  - 旧相生町において「平成16年度新世代地域ケーブルテレビ施設整備事業」の補助をうけ「ヘッドエンド共有」の形態で施設整備[3]。
- 2005年（平成17年）3月1日 - 鷲敷町、相生町、上那賀町、木沢村、木頭村の3町2村が合併、那賀町となる。「鷲敷町ケーブルテレビ」は「那賀町ケーブルテレビ」、「那賀川上流ケーブルテレビ」は「那賀町上流ケーブルテレビ」となる。
- 時期不詳 - 旧相生町地域でケーブルテレビサービス開始。
- 2011年（平成23年）4月1日 - 「那賀町ケーブルテレビ」と「那賀町上流ケーブルテレビ」の統合。料金制度を同一のものに改定[6]。

## サービスエリア
- 徳島県那賀郡那賀町

## 主な放送チャンネル

### 地上波系列別再送信局
| NHK G   | NHK E   | NNN/NNS  | ANN            | JNN      | TXN | FNN/FNS    | JAITS        |
| ------- | ------- | -------- | -------------- | -------- | --- | ---------- | ------------ |
| NHK徳島 | NHK徳島 | 四国放送 | 朝日放送テレビ | 毎日放送 |     | 関西テレビ | テレビ和歌山 |

### テレビ局
| デジタル | 放送局                   |
| -------- | ------------------------ |
| TV011    | 四国放送                 |
| TV021    | NHK徳島教育              |
| TV031    | NHK徳島総合              |
| TV041    | 毎日放送                 |
| TV051    | テレビ和歌山             |
| TV061    | 朝日放送                 |
| TV081    | 関西テレビ               |
| TV111    | 那賀町テレビ（自主放送） |
| TV121    | けーぶる12               |
| BS101    | NHK BS                   |
| BS141    | BS日テレ                 |
| BS151    | BS朝日                   |
| BS161    | BS-TBS                   |
| BS171    | BSテレ東                 |
| BS181    | BSフジ                   |
| BS191    | WOWOWプライム            |
| BS192    | WOWOWライブ              |
| BS193    | WOWOWシネマ              |
| BS200    | BS10                     |
| BS201    | BS10スターチャンネル     |
| BS211    | BS11 イレブン            |
| BS222    | BS12 トゥエルビ          |
| BS231    | 放送大学テレビ           |
| BS234    | グリーンチャンネル       |
| BS236    | BSアニマックス           |
| BS242    | J SPORTS 1               |
| BS243    | J SPORTS 2               |
| BS244    | J SPORTS 3               |
| BS245    | J SPORTS 4               |
| BS251    | BS釣りビジョン           |
| BS252    | WOWOWプラス              |
| BS255    | 日本映画専門チャンネル   |
| BS256    | ディズニー・チャンネル   |
| BS260    | J:COM BS                 |
| BS265    | BSよしもと               |
| 4K 101   | NHK BSプレミアム4K       |
| 8K 102   | NHK BS8K                 |
| 4K 141   | BS日テレ 4K              |
| 4K 151   | BS朝日 4K                |
| 4K 161   | BS-TBS 4K                |
| 4K 171   | BSテレ東 4K              |
| 4K 181   | BSフジ 4K                |
| 4K 211   | ショップチャンネル 4K    |
| 4K 221   | 4K QVC                   |

- 地上デジタル放送のデジアナ変換の実施予定について、「広報なか」2010年7月号7ページで公表された。
- YTV・TVO・SUNは2011年7月24日に区域外再放送を終了した[7]。
- WTVの区域外再放送は2011年7月24日のアナログ放送終了時に一時廃止されたが、2014年11月からデジタル放送の試験放送が開始され、同年12月1日より本放送が開始された[8]。
- デジアナ変換サービスは2015年3月2日に終了した。

### ラジオ局
| MHz | 放送局    |
| --- | --------- |
| ○   | FM徳島    |
| ○   | NHK徳島FM |
| ○   | FM大阪    |

音声告知サービスがある。

## 通信サービス
- インターネット接続サービス
  - WHKnetの名称で実施されている。
- 音声告知サービスを受ける加入者間の通話料無料の電話サービス